# Tabagismo in Giappone

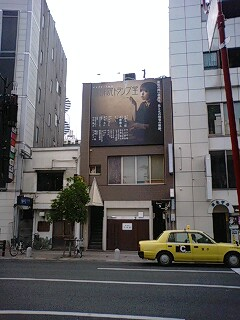
I grandi cartelloni che pubblicizzano prodotti a base di tabacco come questo, una volta comuni nel Giappone urbano, non sono più visibili in Giappone.

Il tabagismo in Giappone, benché storicamente meno ristretto dalla legge che in molte altre nazioni, è cambiato significativamente negli ultimi anni. Il consumo di tabacco è in quasi costante declino dal 1996 e questo fenomeno è andato principalmente accelerando negli anni recenti. Il consumo pro capite di sigarette nel 2015 era di 1.618 sigarette, grosso modo il 46% della cifra di punta nel 1977 e un numero visto per l'ultima volta nel 1956.

## Storia

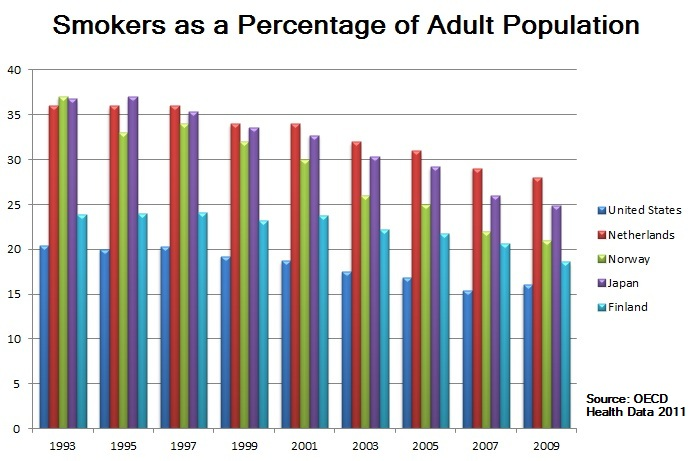
I fumatori come percentuale della popolazione per il Giappone in confronto a Stati Uniti, Paesi Bassi, Norvegia e Finlandia. 1993-2009.

Fino al 1985, l'industria del tabacco era un monopolio gestito dal governo; il governo del Giappone è ancora coinvolto nell'industria attraverso il Ministero delle Finanze, che dopo una correzione nel marzo 2013 possiede ora soltanto un terzo delle azioni in circolazione, e il Ministero della Sanità, del Lavoro e del Welfare, che è attivo nella sanità pubblica e in altre politiche per il controllo del tabacco.
La Dieta del Giappone ha molti parlamentari che hanno interessi nell'industria del tabacco e quindi una legislazione antitabacco è poco comune.
Le aree per non fumatori stanno diventando sempre più comuni in Giappone, nelle case, negli uffici, nei ristoranti, nelle tavole calde fast food, nei "ristoranti a conduzione familiare", nelle sale da gioco del pachinko e nelle aree pubbliche. La prefettura di Kanagawa emanò nel 2009 la prima ordinanza sui luoghi pubblici per non fumatori del Giappone e la prefettura di Hyōgo seguì con una legge simile nel 2012. Tutti i treni hanno carrozze non fumatori o sono completamente interdetti al fumo, come molte banchine delle stazioni dei treni nelle aree urbane.

## Prezzi
Una particolare marca di sigarette in Giappone costa lo stesso presso tutti i rivenditori, dai distributori automatici ai grandi supermercati ai piccoli negozi di quartiere. Gli acquisti all'ingrosso non sono scontati. Al 6 agosto 2013, il prezzo di un tipico pacchetto di sigarette andava da 410 a 440 yen. A causa dell'impennata dell'imposta sui consumi all'8% il 1º aprile 2014, l'intervallo di prezzo è ora da 430 a 460 yen.

## Prevalenza
Nel 2015, il tasso del fumo tra gli adulti era il 19,3%, il 29,7% degli uomini e il 9,7% delle donne giapponesi. Questa è la cifra più bassa mai registrata da quando la Japan Tobacco iniziò a fare le rilevazioni nel 1965. A luglio 2016, appena oltre 20 milioni di persone fumavano in Giappone, benché la nazione rimanga uno dei più grandi mercati di tabacco del mondo.

## Divieti antifumo

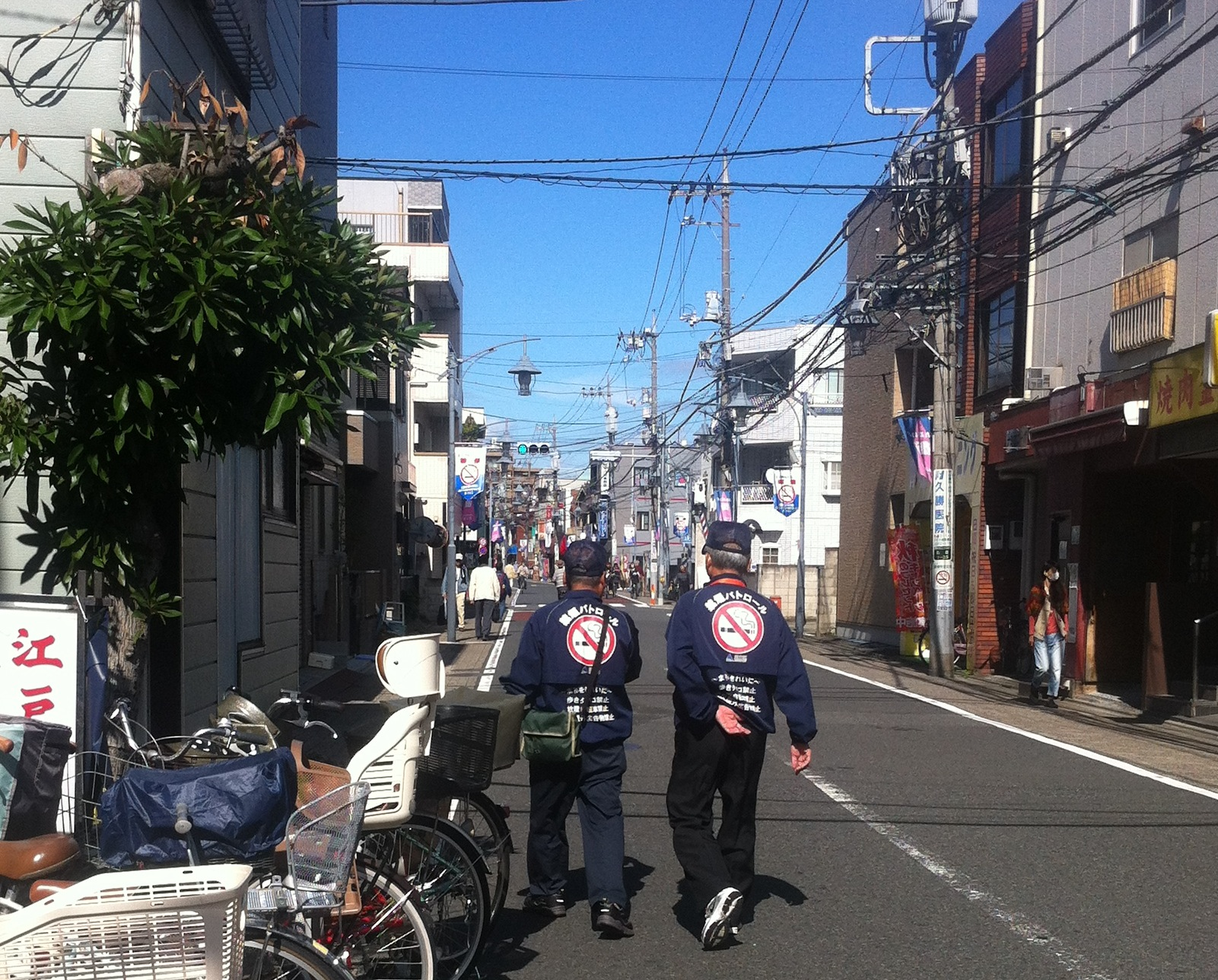
Una pattuglia antifumo ad Adachi (Tokyo) nel 2014

Diversamente che in Europa e in Nord America, dove i divieti antifumo obbligatori si applicano nei ristoranti, nei bar e nelle aree pubbliche, il fumo in Giappone non è dichiarato illegale dall'articolo 25 della Legge nazionale sulla promozione della salute, che sollecita semplicemente restrizioni al fumo.  Limitati divieti all'aperto sono stati emanati nelle prefetture di Kanagawa e Hyōgo, ma non a livello nazionale.  Altre restrizioni possono essere attuate in base alla scelta dei proprietari, direttori, datori di lavoro ecc. di proprietà pubbliche e private.
Molti dei più ricchi quartieri speciali di Tokyo, come Shinjuku e Shibuya, stanno applicando vari tipi di leggi antifumo. Essi hanno designato sezioni speciali per fumatori nelle loro aree e si è punibili con multe se si è sorpresi a fumare al di fuori di queste zone delimitate. Chiyoda-ku vietò il fumo mentre si cammina in strade affollate dal novembre 2002, il primo governo locale in Giappone a farlo.
A partire dal 2007, Kyoto cominciò a designare certe strade cittadine come aree per non fumatori, e da allora ha aumentato il numero di strade designate come tali. In un rapporto del 2010, la prefettura di Kyoto affermò che l'obiettivo principale delle loro politiche antifumo è "fare in modo che ci siano zero possibilità che le persone possano soffrire di fumo passivo nelle prefettura di Kyoto."

### Politica aziendale
Starbucks è una delle poche società dell'industria dei servizi in Giappone che vieta il fumo all'interno di tutti i suoi locali, ma permette di fumare e fornisce posacenere nelle aree a sedere esterne nella maggior parte dei locali a Osaka. McDonald's Giappone progetta di vietare il fumo in alcuni dei suoi locali dopo le ristrutturazioni, e lo ha vietato nei suoi 298 ristoranti nella prefettura di Kanagawa dal 1º marzo 2010. Kentucky Fried Chicken vietò il fumo in una filiale a Shibuya (Tokyo) nel luglio 2010.

## Le donne giapponesi e il fumo
Mentre la percentuale di fumatori uomini in Giappone è rimasta alta per tutti gli anni del dopoguerra, il tasso di donne fumatrici per molti anni è oscillato tra il 10 e il 15%, seguito anche là da un declino negli ultimi anni per rimanere attualmente poco al di sotto del 10%.
A metà degli anni 1990, il numero di fumatrici più giovani in particolare era salito sostanzialmente. Il fumo da allora è diminuito anche tra questo gruppo, ma quella coorte di donne fuma ancora a un tasso superiore rispetto alle donne più anziane.  "I produttori hanno avuto molto successo nel fornire immagini disinvolte ai consumatori," dice la funzionaria tecnica del Ministero della Sanità e del Welfare Yumiko Mochizuki, quando le si chiede di spiegare l'ascesa costante tra le fumatrici donne. "Fino a poco tempo fa, il Ministero della Salute e del Welfare aveva un'interpretazione che fumare dipendesse interamente dall'individuo."
Il divieto del governo di pubblicità rivolta alle donne basato sull'argomento della "maternità" fu inattaccabile finché l'industria del tabacco non fu privatizzata nel 1985. La pubblicità che incoraggi le donne a fumare è vietata in Giappone in base a un accordo volontario dell'industria. Il gruppo dell'industria si è impegnato a onorare volontariamente il divieto di pubblicità ed ha l'incarico di farlo rispettare. Il fabbricante statunitense Brown & Williamson vende le sigarette Capri in Giappone in sottili scatole bianche con un motivo floreale suoia sulla copertina. I cartelloni di Tokyo della R.J. Reynolds per le sigarette Pianissimo della Salem sono verde e rosa. La Philip Morris pubblicizzò la usa marca Virginia Slims con lo slogan "Be You" in an una campagna pubblicitaria.
Altri fattori contribuiscono all'ascesa delle fumatrici donne. Alcuni osservatori citano lo stress, dicendo che più donne giapponesi stanno fumando per rilassarsi via via che ne entrano di più nella manodopera. Altri sostengono che il fumo sia l'unica arena nella quale le donne possano avere l'uguaglianza con gli uomini. Viene citata anche l'influenza dei mezzi di comunicazione, poiché in popolari drammi televisivi giapponesi si vedono molte donne che fumano.

## Distributori automatici di sigarette

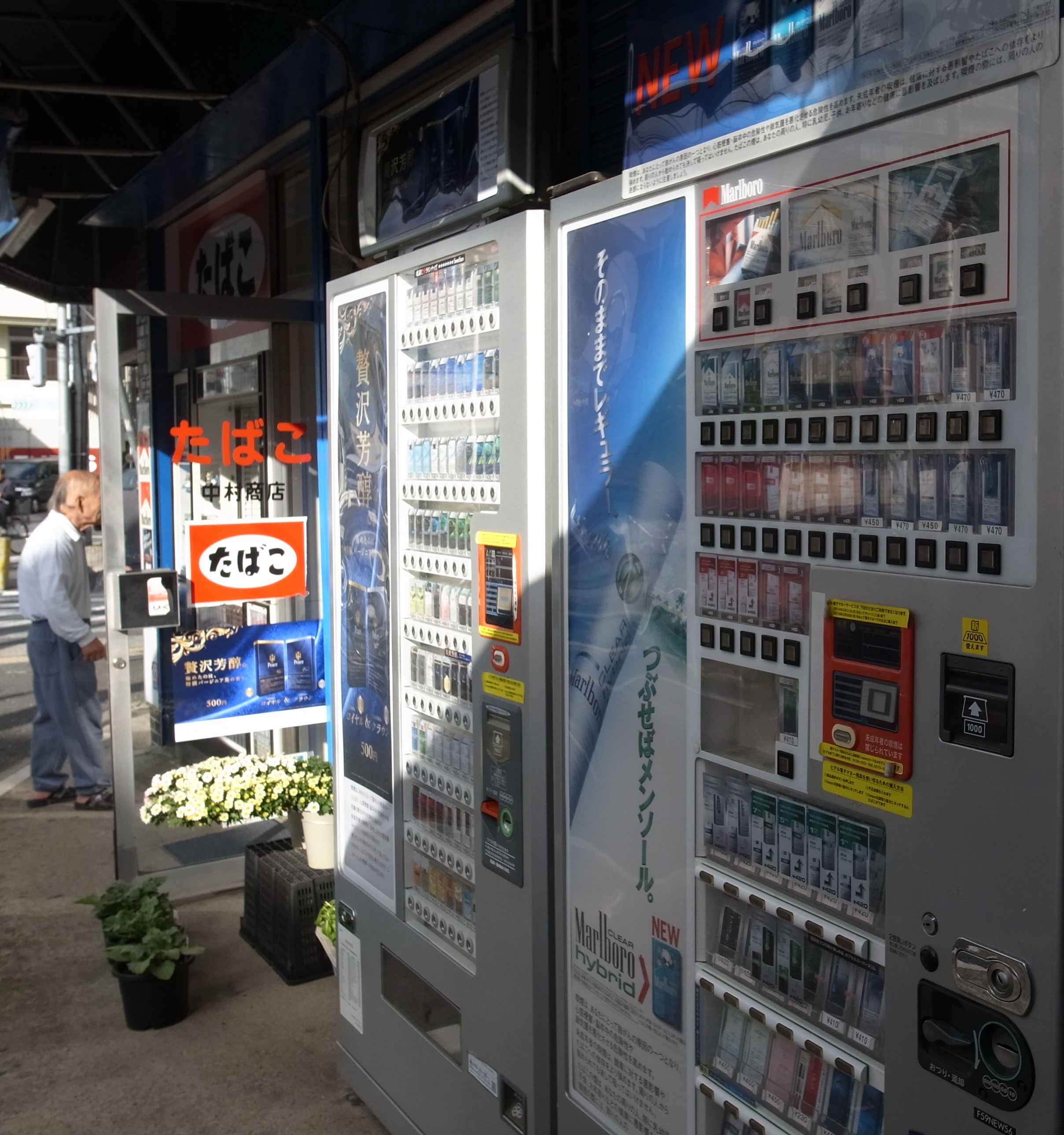
Distributori automatici di sigarette nel 2014

In Giappone le sigarette si possono comprare nei negozi di tabacchi e presso i distributori automatici, e i posaceneri pubblici punteggiano i marciapiedi e le banchine dei treni. Il numero dei distributori automatici di sigarette in Giappone si stimava a 500.000 nel 2002.
La legge proibisce il fumo di sigarette da parte di persone sotto l'età di venti anni.
Taspo è una carta intelligente sviluppata dal Tobacco Institute of Japan, l'associazione nazionale dei dettaglianti di tabacco e dalla Japan Vending Machine Manufacturers Association, l'associazione dei fabbricanti di distributori automatici del Giappone. Introdotta nel 2008, la carta è necessaria per acquistare sigarette dai distributori automatici.
La Japan Tobacco commissionò una serie di oltre 70 manifesti sulla "maniera di fumare" in stile Pubblicità Progresso sull'etichetta nel fumare. Le pubblicità erano mostrate in un'ampia varietà di formati che vanno dalle affissioni nella metropolitana alle cartoline postali ai sottobicchieri."